# Kivijärvi (sjö i Finland, Birkaland, lat 61,00, long 23,43)
Kivijärvi är en sjö i Finland. Den ligger i kommunen Urdiala i landskapet Birkaland, i den södra delen av landet, 120 km nordväst om huvudstaden Helsingfors. Kivijärvi ligger 111,1 meter över havet. I omgivningarna runt Kivijärvi växer i huvudsak barrskog. Arean är 65,1 hektar och strandlinjen är 4,67 kilometer lång. Sjön  ingår i Kumo älvs huvudavrinningsområde. 